# Рогата гадюка
Рогата гадюка (Cerastes) — рід отруйних змій з родини Гадюкові. Має 4 види.

## Опис
Загальна довжина представників цього роду коливається від 25 до 80 см. Голова досить пласка, широка. Низка видів має два вирости («роги») над очима, звідки й походить їх назва. Зіниці вертикальні. Тулуб кремезний, хвіст помірної довжини. Забарвлення сіре, жовте, коричневе, буре з різними відтінками.

## Спосіб життя
Полюбляють пустелі та напівпустелі. Активні вночі. Майже усе життя проводять на землі, зрідка збираючись на кущі. Ховаються у піску. Харчуються гризунами, ящірками та птахами.
Отрута наділена цитотоксичною властивістю, суттєвої загрози для життя людини не становить.
Це яйцекладні змії.

## Розповсюдження
Мешкають на півночі Африки, Передній Азії, Аравійському півострові, Іраку та Ірані.

## Види
- Cerastes boehmei(інші мови)
- Cerastes cerastes
- Cerastes gasperettii
- Cerastes vipera